# Шнаккенбург
Шнаккенбург (нем. Schnackenburg) — город в Германии, в земле Нижняя Саксония.
Входит в состав района Люхов-Данненберг. Подчиняется управлению Гартов. Население составляет 588 человек (на 31 декабря 2010 года). Занимает площадь 23,67 км². Официальный код — 03 3 54 021.
Город подразделяется на 4 городских района.